# 鮑德溫鎮區 (密歇根州德爾塔縣)
鮑德溫鎮區（英語：Baldwin Township）是位於美國密歇根州德爾塔縣的一個行政鎮區。

## 地方資料
鮑德溫鎮區的面積為218.10平方千米，當中陸地面積為217.00平方千米，而水域面積為1.10平方千米。根據2020年美國人口普查的數據，當地共有人口700人，而人口密度為每平方千米3.21人。